# 오다정 (에히메현)
오다정(小田町)은 에히메현 난요지방에 있던 정이다. 기타군 우치코정, 이카자키정과 군 경계를 넘어 합병하여 새로운 우치코정이 되었다.

## 지리
히지강의 지류중 하나이기도 한 오다강의 상류 지역에 해당하며, 시코쿠 산지 안으로 깊숙히 들어간 산촌이다. 산은 동쪽으로 갈수록 높고 서쪽은 900m 정도이면서 동부에는 1500m급 산들이 연이어 있다.
주요한 취락은, 동사무소가 있는 정촌 취락이다.
기후는 냉량하고 겨울철에는 적설도 볼 수 있다.

## 역사
- 1889년 12월 15일 - 정촌제 시행에 의해 가미우게나군 산가와촌, 오노마치촌, 이시야마촌, 다도촌이 성립하였다.
- 1943년 - 이시야마촌과 오다마치촌이 합병해, 오다미치촌이 되었다.
- 1955년 3월 31일 - 산가와촌, 오다마치촌, 다도촌이 합병, 정으로 승격해 오다정이 되었다.

## 교통

### 철도
정내에는 철도노선이 없다. 제일 가까운 역은 시코쿠 여객철도 우치코 선 우치코역

### 도로
- 마쓰야마 자동차도
- 국도 379호선
- 국도 380호선